# Bosc primari

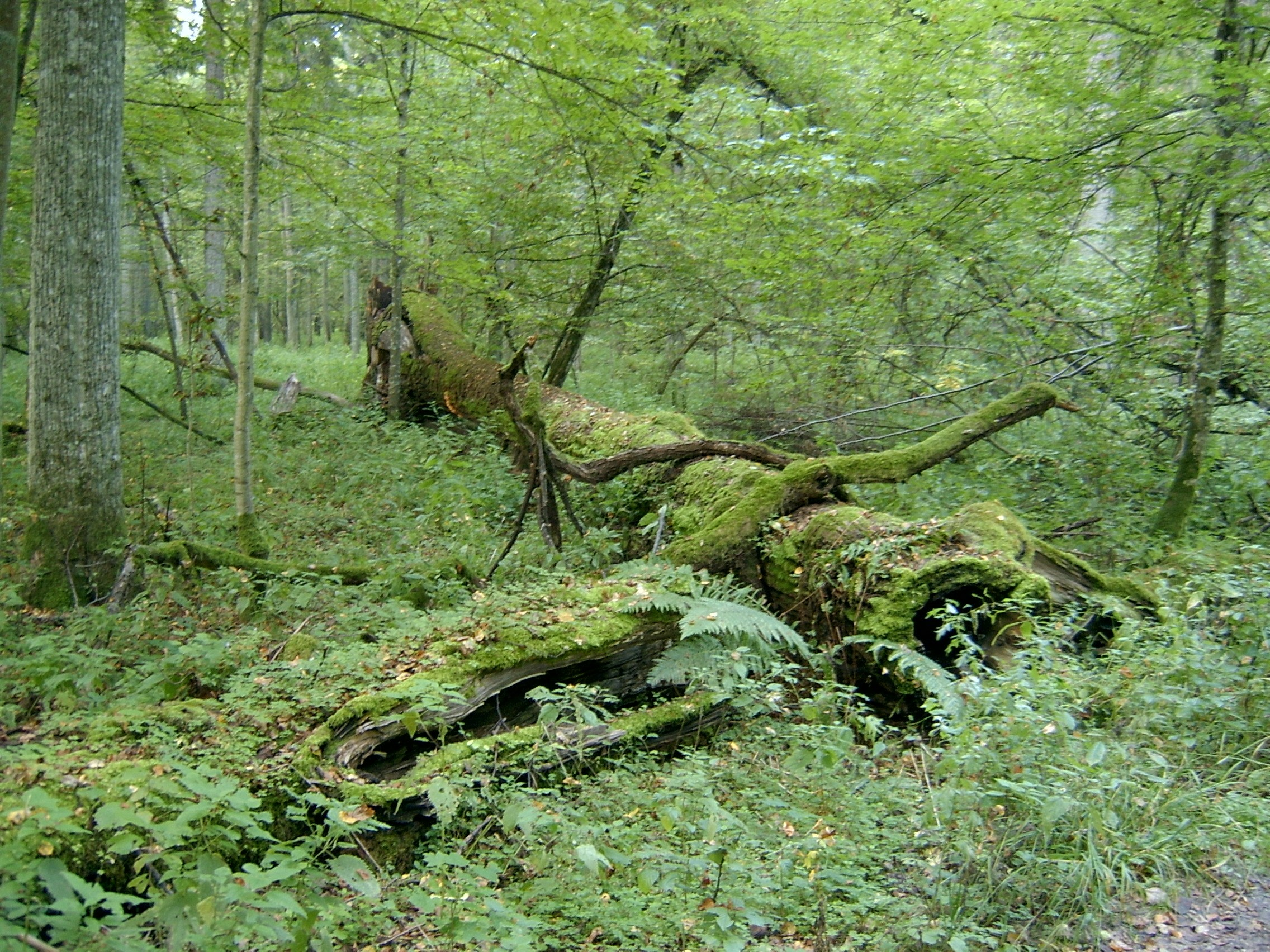
Troncs morts al bosc primari de Białowieża o de Biélaia Vieja, a Belarús i Polònia.

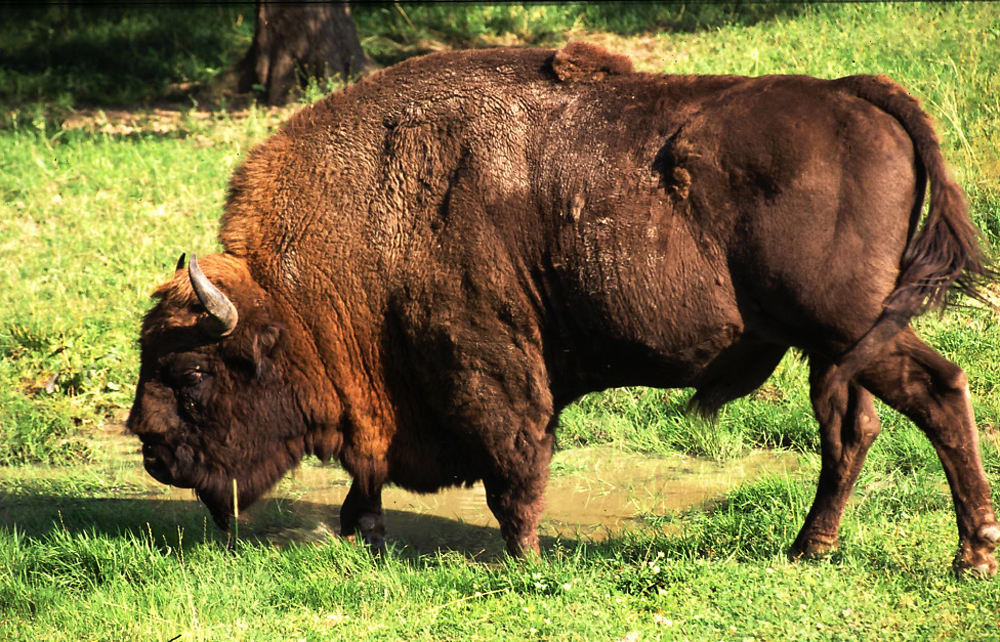
El bisó, el darrer gran herbívor dels boscos d'Europa, ha sobreviscut al bosc de Białowieża o de Biélaia Vieja, a Belarús i Polònia.

Un bosc primari o bosc primigeni, anomenat també bosc verge en el llenguatge corrent, és un bosc intacte (o original).

## Particularitats
Els boscos d'aquest tipus tenen un alt grau de naturalitat, és a dir, que mai no han estat explotats, ni fragmentats ni directament o manifestament influenciats per l'ésser humà. Tots els boscos antics no són primaris; són anomenats secundaris els regenerats de fa molt de temps sobre un bosc abans destruït, significativament modificat o explotat pels humans.

## Localització
Les zones de boscos primaris s'han fet molt rares al món.

### A Europa
Sobre el continent, dels grans boscos de l'antiguitat (bosc d'Ardenes, bosc hercinià), només en subsisteixen alguns boscos tals com el de Białowieża a Belarús i Polònia, la fageda primigènia dels Carpats, a cavall entre Ucraïna, Eslovàquia i Polònia (Reserva de la Biosfera dels Carpats, Patrimoni de la Humanitat - UNESCO), Perucica a Bòsnia i Hercegovina, el bosc de Baviera entre Alemanya i Txèquia, a l'extrem Nord d'Escandinàvia o, el més gran de tots (32 600 км²), el bosc primigeni de Komi (Patrimoni de la Humanitat - UNESCO), a la Rússia europea, a la República Komi, als Urals més septentrionals.
A Galícia, els boscos primaris atlàntics es coneixen amb el nom de fraga. Les fragues del riu Eume, un parc natural amb més de 9.000 hectàrees, en són un exemple.

### A la resta del món

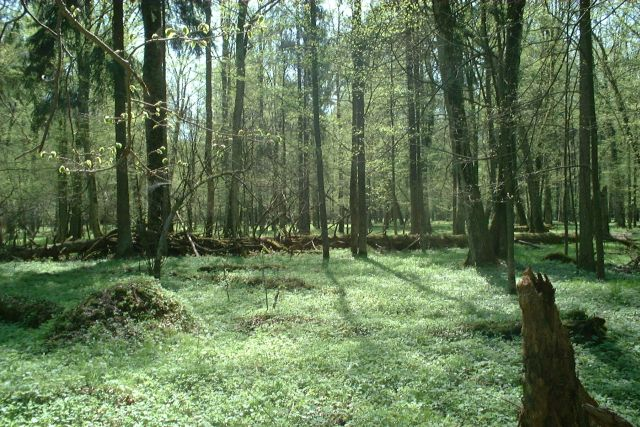
Contràriament al que es pensa, excepte en els seus límits, un bosc primari és rarament impenetrable. (Parc nacional de Białowieża, Polònia.)

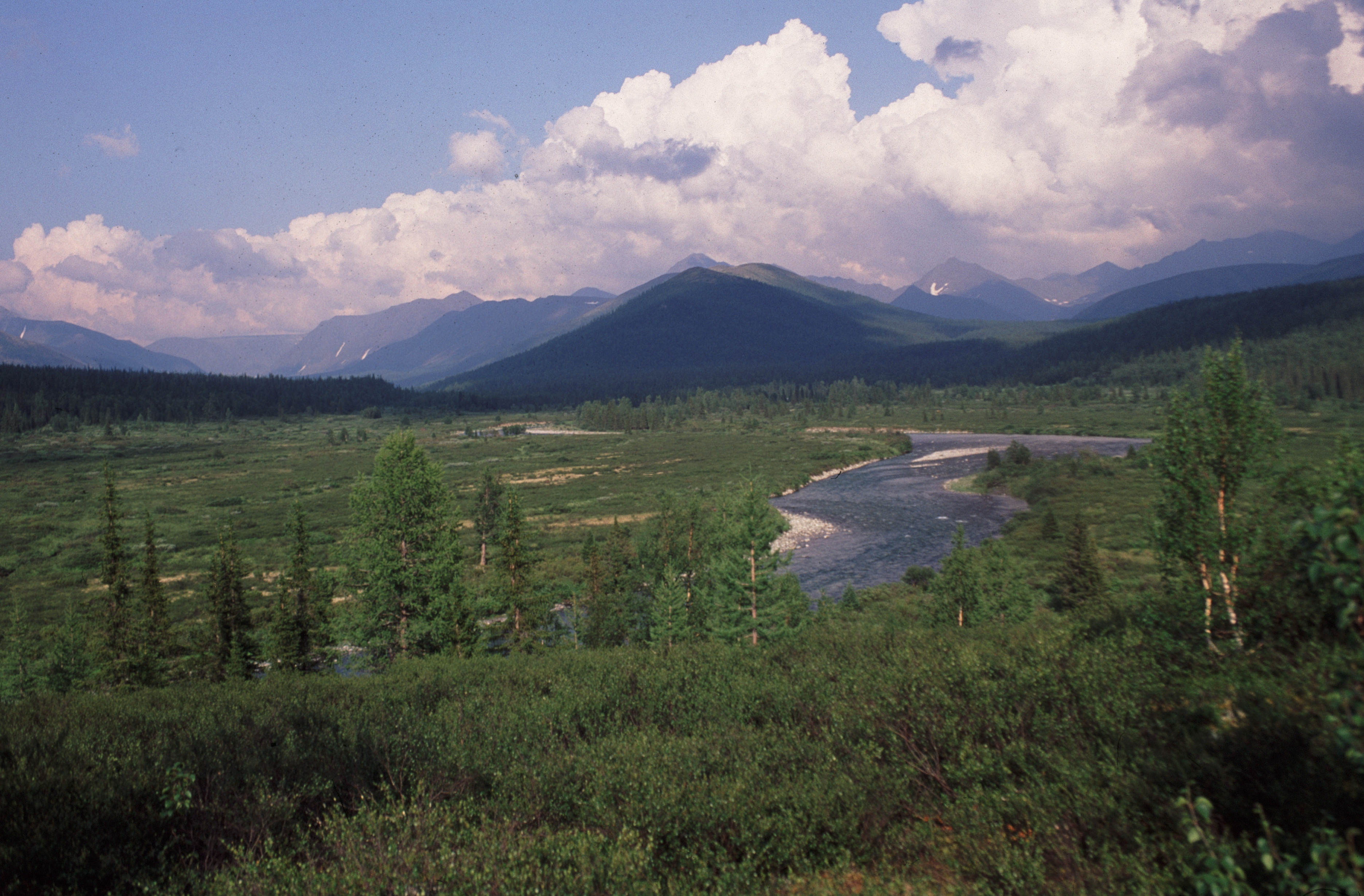
Bosc primigeni de Komi, a la República Komi, als Urals, a la Rússia europea.

Els tres grans pols de boscos tropicals primaris se situen a:
- Brasil (Amazònia),
- República Democràtica del Congo (Bosc de la Conca del Congo),
- Indonèsia,

els quals agrupen almenys dos terços dels boscos primaris de tot el planeta.
Prop del Brasil, el departament d'ultramar francès de la Guaiana Francesa, amb més d'un 90% de boscos primaris, en representa una de les zones més vastes. D'altra banda, la Patagònia (Xile i Argentina), Tasmània (Austràlia), l'estat de Washington (Estats Units), la Colúmbia Britànica (Canadà) i certes parts de Sibèria contenen els principals boscos primaris temperats.

## Importància
- Els boscos primaris sovint contenen riques comunitats de plantes i animals dins de l'hàbitat a causa del llarg període d'estabilitat forestal. Aquestes espècies variades i de vegades rares poden dependre de les condicions ambientals úniques creades per aquests boscos. La degradació o desaparició d'aquests boscos comporta una disminució de la biodiversitat irrecuperable.
- El boscos primaris serveixen de reserva per a espècies que no poden prosperar o regenerar-se fàcilment en boscos joves, per la qual cosa es poden utilitzar com a base per a la recerca.
- Alguns extractes d'espècies vegetals dels boscos primaris poden ser la base de fàrmacs per a diverses malalties, tal com s'ha fet amb nombroses plantes de boscos tropicals.[1][2]
- Els boscos primaris també emmagatzemen grans quantitats de carboni per sobre i per sota del sòl (ja sigui com a humus o en sòls humits com la torba). La destrucció d'aquests boscos allibera aquest carboni com a gasos amb efecte d'hivernacle i pot augmentar el risc del canvi climàtic global.[3] Encara que els boscos de creixement antic serveixen com a contenidor mundial captant del diòxid de carboni, no estan protegits per tractats internacionals, perquè generalment es creu que aquests boscos deixen d'acumular carboni. No obstant això, en els boscos entre els 15 i els 800 anys, la productivitat dels ecosistemes nets (l'equilibri net del carboni del bosc, inclosos els sòls) sol ser positiva: aquests boscos acumulen i contenen grans quantitats de carboni durant segles.[4]